# 天主教科特迪瓦的聖佩德羅教區
天主教科特迪瓦的聖佩德羅教區 （拉丁語：Dioecesis Sancti Petri in Litore Eburneo）是科特迪瓦一個羅馬天主教教區，屬加尼奧阿總教區。
教區成立於1989年10月23日，位於下薩桑德拉區。2004年有教友60,000人（佔轄區總人口5.5%）、十三個堂區、廿八名司鐸。現任教區主教為讓-雅克‧科菲‧瓦‧科菲。